# Mary-Louise Parker
Mary-Louise Parker (n. 2 august 1964) este o actriță americană. Dintre rolurile sale de referință se regăsesc cele din filmele Fried Green Tomatoes, Boys on the Side, Proof, The West Wing, Angels in America, dar și cel din serialul de televiziune Weeds interpretând rolul lui Nancy Botwin. S-a născut în Carolina de Sud, tatăl său fiind judecător în armata americană. Datorită carierei lui, Parker și-a petrecut copilăria și adolescența în Tennessee, Texas, dar și în Thailanda, Germania sau Franța. A absolvit cursurile școlii de teatru Carolina de Nord. S-a mutat la New York mai târziu și și-a început cariera cu mici roluri, iar debutul pe Broadway a venit în 1990, odată cu producția Preludiu unui sărut, în regia lui Craig Lucas, cu rolul Rita. Pentru acest rol a câștigat Premiul Clarence Derwent și a fost nominalizată la Premiile Tony pentru Cea mai bună actriță.